# Anopheles walkeri
Anopheles walkeri är en tvåvingeart som beskrevs av Theobald 1901. Anopheles walkeri ingår i släktet Anopheles och familjen stickmyggor. Inga underarter finns listade i Catalogue of Life.